# Beer Tuvia
Beer Tuvia és un consell regional del districte del Sud d'Israel, situat entre Asdod i Malaquies.

## Història
El 1887, un grup d'immigrants de Bessaràbia (aproximadament l'actual Moldàvia) van fer alià i van fundar un moixav que van anomenar Quastina, en honor d'un poblat àrab veí, gràcies al finançament del baró Edmond de Rothschild. La colònia no prosperà, especialment per la manca d'aigua, els atacs dels habitants àrabs de la rodalia i les desavinences amb el patrocinador.
El 1896 una associació d'Odessa n'adquirí els terrenys i nous colons van arribar-hi i van canviar-li el nom, rebatejant-la Beer Tuvia. El moixav va ser arrasat un altre cop durant l'aixecament àrab de 1929 i va haver de ser abandonat.
El 1930 van tornar-hi nous habitants. Després de trobar-hi aigua, el moixav va renéixer definitivament fins que, cap a finals dels anys quaranta, ja era el centre d'una àrea rural densament poblada.

## Economia
L'economia local es basa en el conreu, especialment dels cítrics, i en l'agricultura intensiva. Tanmateix, al terme municipal també hi ha un polígon industrial amb diverses empreses instal·lades.
La localitat disposa, a més, d'un important laboratori per a les malalties de l'aviram de corral, que ha dut a terme nombroses anàlisis i investigacions relacionades amb casos de malaltia de Newcastle o de diarrea neonatal bovina. A Beer Tuvia també hi ha la facultat Achva College, un centre d'educació superior adjunt a la Universitat Ben-Gurion i especialitzat en magisteri i pedagogia.

## Entitats de població
El municipi inclou 25 nuclis urbans:
- Quibuts: Hatzor-Ashdod (חצור-אשדוד).
- Moixavim: Ahawa (אחווה), Arugot (ערוגות), Avigedor (אביגדור), Azriqam (עזריקם), Bat Hazor (בת חצור), Beer Toviyya (באר טוביה), Bet Ezra (בית עזרא), Bizzaron (ביצרון), Emunim (אמונים), Giv'ati (גבעתי), Hazav (חצב), Kefar Ahim (כפר אחים), Kefar Warburg (כפר ורבורג), Mahane Miryam (מחנה מרים), Newe Mivtah (נווה מבטח), Nir Banim (ניר בנים), Orot (אורות), Sede Uzziyyahu (שדה עוזיהו), Shetulim (שתולים), Talme Yehi'el (תלמי יחיאל), Timmorim (תימורים), Yinnon (ינון).
- Altres assentaments comunitaris: Ezer (עזר), Kannot (כנות).